# Bactrocera mesonotaitha
Bactrocera mesonotaitha är en tvåvingeart som beskrevs av Drew 1989. Bactrocera mesonotaitha ingår i släktet Bactrocera och familjen borrflugor. Inga underarter finns listade.